# Kunszentmiklós
Kunszentmiklós je mesto na Madžarskem, ki upravno spada pod podregijo Kunszentmiklói Županije Bács-Kiskun.